# 懷恩山 (加利福尼亞州)
維恩山（英語：Vine Hill）是位於美國加利福尼亞州康特拉科斯塔縣的一個人口普查指定地區。

## 地理
維恩山的座標為38°00′31″N 122°05′46″W / 38.00861°N 122.09611°W，而該地最高點為海拔高度9米（即30英尺）。

## 人口
根據2010年美國人口普查的數據，維恩山的面積為3.894平方千米，當中陸地面積為3.894平方千米，而水域面積為0.000平方千米。當地共有人口3761人，而人口密度為每平方千米965人。